# Arthur Knauer

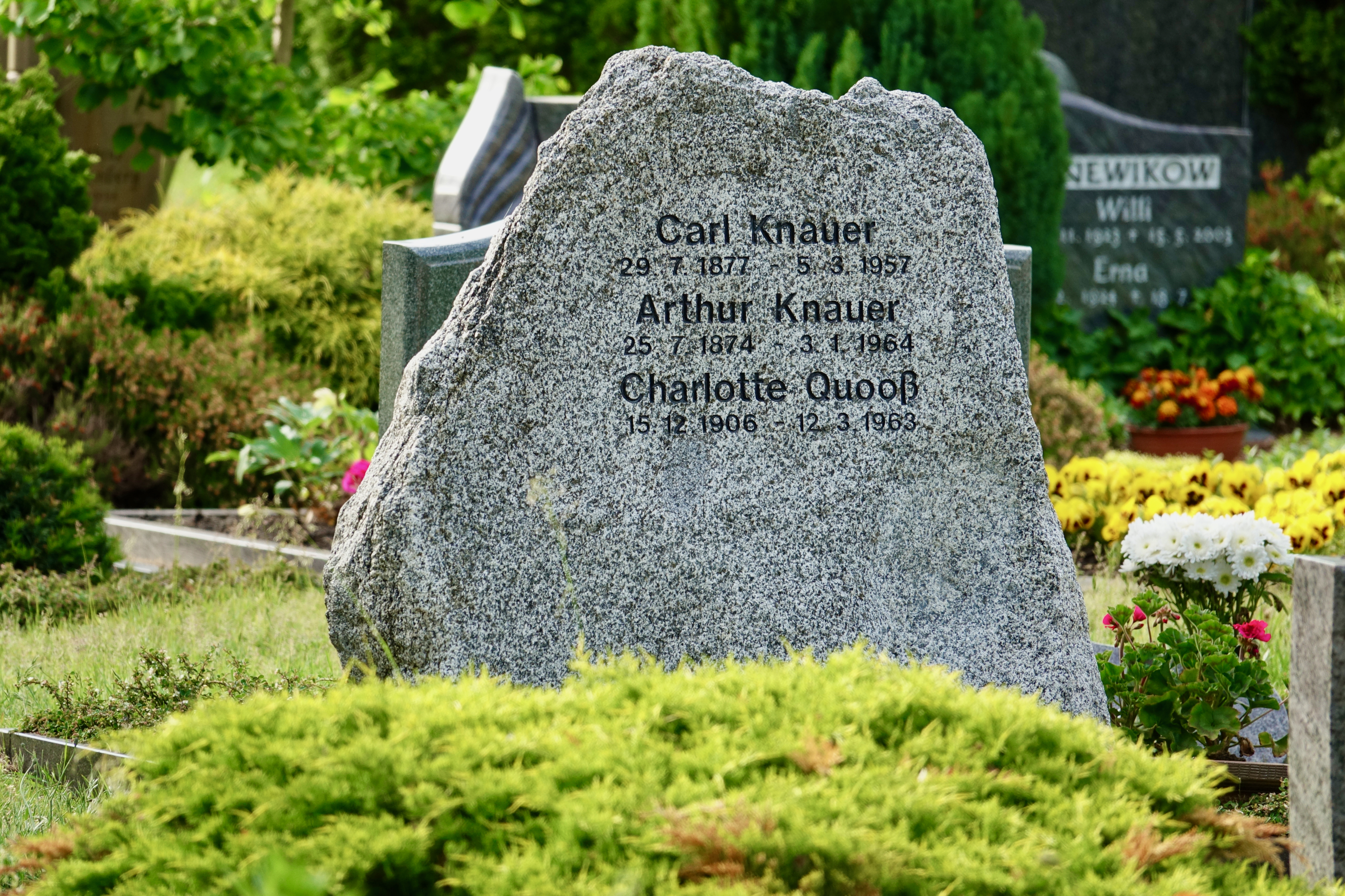
Grabstelle der Gebrüder Arthur und Carl Knauer und ihrer Haushälterin Charlotte Quooß in Paulinenaue (2022)

Arthur Knauer (* 25. Juli 1874 in Altwasser, Kreis Waldenburg, Schlesien; † 3. Januar 1964 in Paulinenaue) war ein deutscher Pferdezüchter und Kunstzeichner.

## Leben und Wirken
Arthur, Sohn eines Porzellanmalers, absolvierte in seiner Jugend an der Berliner Akademischen Hochschule für Bildende Künste eine Ausbildung zum Kunstzeichner. In die Zeit seines Studiums fiel die erste Beschäftigung mit der Traberzucht. Um die Jahrhundertwende lernte er den nur wenig älteren Verleger und Pferdezüchter Bruno Cassirer kennen, der Knauers Interessen teilte und dessen Laufbahn unterstützte. Die eigene Pferdezucht begann Knauer 1908 mit dem Erwerb der Stute Siema. 1913 wurde er Mitglied des Trabervereins Mariendorf. 1916 gründete er gemeinsam mit seinem Bruder, dem Landwirt Carl Knauer (1877–1957), das 300 Morgen große Gestüt „Lindenhof“ bei Paulinenaue.
Im Vereinswesen des deutschen Pferdesports wirkte Arthur Knauer an prominenter Stelle. Unter anderem war er Vorstandsmitglied im 1920 gegründeten, von Cassirer geleiteten Deutschen Traberzüchter-Verein und in den 1920er Jahren Vorsitzender der Berliner Rennbahnleitungen in Mariendorf und Ruhleben. Beauftragt von der staatlichen Traberzuchtkommission bereiste Arthur Knauer im Herbst 1924 die USA, um auf den dortigen großen Zuchtfarmen Pferde für den deutschen Markt einzukaufen. Im Ergebnis dieser Reise wurden etwa zwei Dutzend Hengste und Stuten nach Deutschland importiert. Die Einkäufe sollten nach Einschätzung von Experten „den Grundstock der deutschen Traberzucht bilden“ und Knauers Ruf als „Vater der Importbewegung“ begründen. Der letzte von Knauer angeregte Import aus Amerika erfolgte 1941.
Der Paulinenauer Lindenhof gehörte bis zum Ende des Zweiten Weltkriegs zu den bedeutendsten Gestüten der deutschen Traberzucht. Auf den Berliner Trabrennbahnen fuhren die hier gezüchteten Pferde zahlreiche Erfolge ein. Zweimal gewannen die Gebrüder Knauer das Deutsche Traber-Derby in Ruhleben (1932 mit Adria, 1940 mit Adriatica), außerdem zweimal den Jugendpreis und zweimal den Großen Preis von Berlin. Insgesamt siegten die Knauerschen Pferde in 21 Zuchtrennen.
Das Kriegsende 1945 überstand der Lindenhof weitgehend unbeschadet, doch von den Pferden blieb lediglich ein Restbestand von Plünderungen verschont. Knauers Versuche, das Gestüt wieder aufzubauen, hatten nur teilweise Erfolg. In der Nachkriegszeit beteiligte sich Arthur Knauer als einer von wenigen Funktionären des Rennsports, die sich nicht den Nationalsozialisten angebiedert hatten, am Wiederaufbau der Berliner Pferdesport-Strukturen. Er übernahm kurzzeitig die Rennleitung in Berlin-Karlshorst und 1947/48 in Mariendorf. Arthur Knauer erlitt am Silvesterabend 1963 einen Schlaganfall, an dessen Folgen er wenige Tage später verstarb.
Die Gebrüder Knauer galten als bescheidene, nur ihrer Leidenschaft, der Pferdezucht, lebende Männer. Sie blieben unverheiratet und liegen auf dem Paulinenauer Friedhof begraben. Auf der Rennbahn in Mariendorf fand bis 2022 das Arthur Knauer-Gedenkrennen (das heutige Stuten-Derby) statt. Der Grabstein der Knauers und ihrer Haushälterin wurde im Jahr 2022 restauriert und die Grabstelle im Jahr 2024 zum Ehrengrab erklärt.